# Десять тигров из Квантуна
«Десять тигров из Квантуна» (кит. 廣東十虎與後五虎, англ. Ten Tigers of Kwantung) — фильм с боевыми искусствами режиссёра Чжан Чэ, вышедший в 1979 году.

## Сюжет
Фильм состоит из двух историй, касающихся Десяти Тигров и их будущих учеников. Тхун Чхат и его племянник, Лён Сиуфу, преследуют учеников, чтобы отомстить за генерала Лён Сикуая, который был отцом Сиуфу и боевым братом Тхун Чхата. После убийства одного из учеников, Вон Минчхиу и Лам Фуксин рассказывают историю Десяти Тигров.
Антицинский революционер Чхой Маньи находится в бегах от маньчжурского генерала Лён Сикуая. Он почти пойман, когда человек в маске спасает его от смерти и сбегает с ним. Человек в маске — Лай Яньчхиу, бывший ученик Шаолиня и владелец ломбарда в городе. Лай Яньчхиу прячет Чхой Маньи в задней части ломбарда и отправляет своего младшего брата Тхам Маня за помощью к двум другим бывшим шаолиньцам, которые живут в городе — Вон Яньламу и Соу Хакфу. Тхам Мань темпераментный и всегда ввязывается в драки, и он начинает драться с Вон Яньламом и Соу Хакфу, прежде чем объясняет причину своего визита. К счастью, Лай Яньчхиу вовремя проясняет ситуацию, и двое с радостью выражают готовность помочь. К ним также присоединяются верные шаолиньские братья, включая Вон Кхэйина. Нищий Соу, Тхит Чичань по прозвищу Железные Пальцы, Чау Юсин и Тхит Кхиусам также присоединяются, чтобы помочь революционеру сбежать и убить генерала.
После рассказа этой истории, старый Соу и Соу Хакфу готовят контратаку, чтобы убить Тхун Чхата, его брата Тхун Пата и их племянника, прежде чем они смогут убить оставшихся из Десяти Тигров.

## В ролях
| Актёр         | Роль                        |
| ------------- | --------------------------- |
| Вон Лик       | Тхун Чхат                   |
| Лун Тяньсян   | Вон Минчхиу                 |
| Чинь Сиухоу   | Лам Фуксин                  |
| Ти Лун        | Лай Яньчхиу                 |
| Александр Фу  | Тхам Мань                   |
| Вай Пак       | Вон Кхэйин                  |
| Сунь Цзянь    | Вон Яньлам                  |
| Лу Фэн        | Соу Хакфу                   |
| Филип Куок    | нищий Соу                   |
| Цзян Шэн      | Чау Юсин                    |
| Ло Ман        | Железные Пальцы Тхит Чичань |
| Гу Фэн        | Чхой Маньи                  |
| Куань Фун     | Тхун Пат                    |
| Джонни Ван    | генерал Лён Сикуай          |
| Ён Хун        | Тхит Кхиусам                |
| Тик Вай       | Вон Чхинхо                  |
| Лю Хуэйлин    | Сиу Хун                     |
| Сиу Юк        | Чань Таткуань               |
| Лам Читхай    | Тхам Чхун                   |
| Чань Сюкэй    | Лён Сиуфу                   |
| Чань Хонькуон | Лам Пин                     |

## Съёмочная группа
- Компания: Shaw Brothers
- Продюсер: Шао Жэньлэн
- Режиссёр: Чжан Чэ
- Сценарист: Ни Куан[кит.], Чжан Чэ
- Ассистент режиссёра: Цзян Шэн[англ.], Чань Яумань
- Постановка боевых сцен: Лён Тхин, Филип Куок[кит.], Цзян Шэн, Роберт Тай, Лу Фэн
- Художник: Джонсон Цао
- Монтажёр: Цзян Синлун, Лэй Имхой
- Грим: У Сюйцин
- Дизайнер по костюмам: Лю Цзию
- Оператор: Чхоу Вайкхэй
- Композитор: Эдди Ван